# Cinema da década de 1970
O gênio da interpretação esteve presente com cenas fortíssimas em Apocalypse Now, de Francis Ford Coppola. Marlon Brando estrela ainda o erótico e polêmico O Último Tango em Paris. Trabalhando com o Coppola, ele ganhou o Oscar de melhor ator pela inesquecível atuação de Don Vito Corleone no clássico que mudou história do cinema The Godfather (O Poderoso Chefão).

Laranja Mecânica (filme) conquista uma geração de fãs e inspira milhares de cineastas.

O cinema nesta época as salas eram muito maiores.

## 1971
Stanley Kubrick entrega o clássico A Clockwork Orange (Laranja Mecânica). 
Um dos filmes mais longos da história e lançado, Out 1: Noli me tangere (Não me toque), filme de Jacques Rivette com Jéan-Pierre Léaud e Juliet Berto no elenco principal, a versão primeiramente lançada tem aproximadamente 13 horas de duração.  

## 1972
A década começa com a originalidade de Robert Altman em M.A.S.H., sobre a Guerra da Coréia.
Liza Minnelli ganha mais um Oscar para sua família com Cabaret.
Francis Ford Coppola entrega o filme que mudaria a história da "sétima arte", The Godfather (O Poderoso Chefão), um dos melhores filme dos anos 70 e um dos melhores já feitos, com Marlon Brando e Al Pacino. Vencedor de 3 Oscars nas categorias de melhor filme, melhor ator (Brando) e melhor roteiro adaptado. A primeiro parte da saga da família Corleone.
O aclamado diretor russo Andrei Tarkovski lança a aclamada ficção científica:Solyaris (br: Solaris).
O famoso cineasta Ingmar Bergman lança um dos melhores filmes da década de 1970 com Viskningar och rop (br: Gritos e Sussurros), filme de época e se tornando um dos únicos filmes estrangeiros a ser indicado na categoria de Melhor Filme no Oscars, apenas ganhando na categoria de Melhor Fotografia.

## 1973
The Exorcist (O Exorcista) torna-se um marco no gênero suspense e eterniza a imagem de Linda Blair como a menina possuída.
Marlon Brando estrela o filme erótico Ultimo tango a Parigi (O Último Tango em Paris), dirigido por Bernardo Bertolucci. 
Ingmar Bergman lança uma de suas obras mais aclamadas com Cenas de um Casamento, filme originalmente feito para a TV, também é um dos seus filmes mais influentes. 

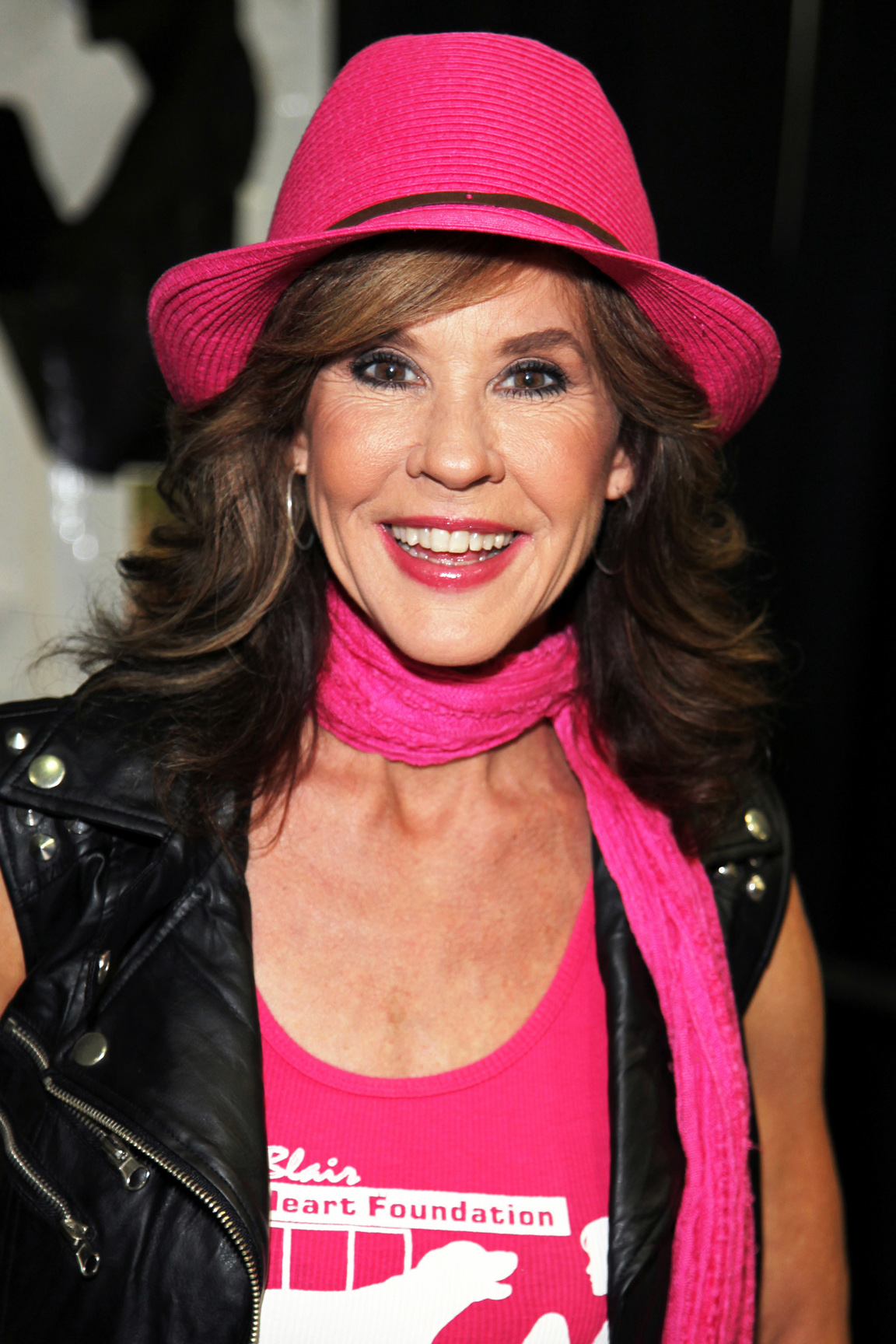
Com 12 anos Linda Blair é indicada ao Oscar e ganha o Globo de ouro por sua interpretação da menina possuída por um demônio em O Exorcista.

O Exorcista se torna o filme de terror mais lucrativo de todos os tempos.

## 1974
Roman Polanski dirige Chinatown, com Jack Nicholson. 
E lançado o filme The Texas Chain Saw Massacre.
Coppola dirige a uma sequência de The Godfather (O Poderoso Chefão), The Godfather: Part II (O Poderoso Chefão: Parte II), com Al Pacino, Robert Duvall e Robert De Niro. Vencedor de 6 Oscars, incluindo melhor filme, melhor diretor (Coppola) e melhor ator  coadjuvante (De Niro) A primeira sequência a ganhar O Oscar de melhor filme.
Uma versão mais curta de Out 1: Noli me tangere (Não me toque) de Jacques Rivette é lançada: Out 1: Spectre, com 4 horas de duração.

## 1975
Um dos mais aclamados filmes de época é lançado: Barry Lyndon, considerado um dos melhores filmes do diretor Stanley Kubrick, indicado em 7 categorias no Oscars e apenas ganhando em 4.
O aclamado diretor russo Andrei Tarkovsky lança seu filme mais autobiográfico com Zerkalo (br: O Espelho), filme enigmático e considerado um dos melhores filmes já feitos.
Steven Spielberg aponta como grande diretor com Jaws (Tubarão).
Jack Nicholson se firma como astro ao defender como ninguém a loucura em One Flew Over the Cuckoo's Nest (Um Estranho no Ninho), o filme-síntese do espírito americano, e que ganha os cinco principais prêmios da Academia.
Um dos mais ousados musicais é lançado com The Rocky Horror Picture Show . 

## 1976
Brian De Palma filma o clássico de Stephen King, Carrie (Carrie, a Estranha), com Sissy Spacek no papel principal. 
Martin Scorsese e Robert De Niro concretizam parceria de sucesso com Taxi Driver (Motorista de Taxi), com Jodie Foster, indicado a 4 Oscars. 
Ano também do grande sucesso, ganhador do Oscar: Rocky, Um Lutador com Sylvester Stallone e Talia Shire.
Nesse ano também ocorreu a primeira vez em que um ator ganha um oscar póstumo  Peter Finch por Network (Rede de Intrigas).

## 1977
Woody Allen ganha respeito com Annie Hall (Noivo Neurótico, Noiva Nervosa) e vence o Oscar de Melhor Filme .
George Lucas inicia a trilogia que iria mudar o rumo do cinema: Star Wars (Guerra nas Estrelas).

## 1978
Christopher Reeve foi a maior revelação do ano ao protagonizar Superman (Superman - O Filme)
Halloween é lançado, se tornando um clássico do horror, e um dos filmes mais respeitados de todos os tempos. 
John Travolta e Olívia Newton-John no sucesso musical Grease

## 1979
A ficção científica é marcada por Alien (Alien - O Oitavo Passageiro), de Ridley Scott.
Bob Fosse eterniza o gênero musical com All That Jazz (O Show Deve Continuar).

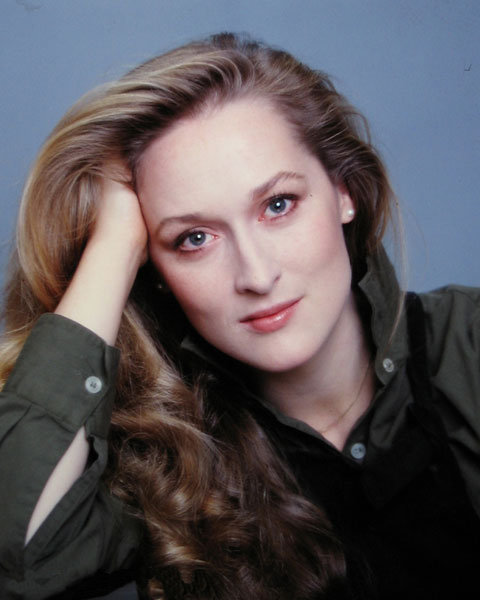
Meryl Streep ganha seu Primeiro Oscar em 1979.

Meryl Streep ganha seu primeiro Oscar com Kramer vs. Kramer. 
A guerra é retratada em Apocalypse Now, de Francis Ford Coppola, com Marlon Brando e Robert Duvall.
Andrei Tarkovsky lança uma de suas obras mais aclamadas com Stalker, considerado um dos melhores filmes de todos os tempos.
Neste ano é lançado The Muppets Movie o primeiro filme dos muppets para o cinema.